# Лукаш Бауер
Лукаш Бауер (на чешки: Lukáš Bauer; 18 август 1977 г., Остров, Карловарски край) е чешки ски бегач, многократен призьор от Зимни олимпийски игри и световни първенства по северни дисциплини, носител на Световната купа по ски бягане.
Тренира в ски клуба „Яблонекс“ от Яблонец над Нисоу, под ръководството на специалиста Мирослав Петрашек. Зет е на първата чехословашка медалистка от ски бягане в Олимпийските игри, Хелена Шиколова.